# آیکونا پاپ
آیکونا پاپ (انگلیسی: Icona Pop) نام گروه دو نفره موسیقی سوئدی است. این گروه در سال ۲۰۰۹ تشکیل شد.